# A Clean Kitchen Is A Happy Kitchen
A Clean Kitchen Is A Happy Kitchen is een Belgisch muziekproject van Craig Ward (o.m. ex-Kiss My Jazz en dEUS) en Geert Budts (o.m. ex Traktor en DAAU).
Het gelijknamige debuutalbum werd in 2014 voorgesteld bij Scheld'apen.
Voor het derde album werd het duo bijgestaan door Paul Lamont.

## Discografie
- 2011 A Clean Kitchen Is A Happy Kitchen (Jezus Factory Records)
- 2012 Split
- 2014 The history of music: A mosaic